# Wyścig Belgii WTCC 2011
Wyścig Belgii WTCC 2011 – druga runda World Touring Car Championship w sezonie 2011 i trzeci z kolei Wyścig Belgii. Rozegrał się on w dniach 22-24 kwietnia 2011 na torze Circuit Zolder koło miasta Hasselt w belgijskiej prowincji Limburgia. W pierwszym wyścigu zwyciężył Robert Huff z Chevroleta, a w drugim Gabriele Tarquini z zespołu Lukoil – Sunred.

## Wypowiedzi zwycięzców
Miałem dobry start i wypracowałem sobie przewagę, więc byłem rozczarowany, kiedy zobaczyłem samochód bezpieczeństwa na torze. Ale znów miałem dobry restart i cisnąłem mocno przez kilka okrążeń. Wtedy zobaczyłem, że Yvan wyprzedził Gabriele i ścigał Alaina co dało mi szansę na odjechanie i złagodzenie tempa na finałowych okrążeniach kiedy zacząłem czuć wibracje na przednich oponach. Jestem bardzo szczęśliwy, że wywalczyłem kolejne zwycięstwo.

To był świetny i niespodziewany wynik. Zolder jest bardzo technicznym torem, być może jedynym w mistrzostwach, który jest lepiej dopasowany do naszego samochodu i to mi dzisiaj pomogło. Trudno jest tutaj wyprzedać i kiedy wypracowałem sobie przewagę po pierwszym okrążeniu powiedziałem sobie, że jest to moja okazja do zdobycia zwycięstwa. Wiedziałem, że Rob zawaha się wziąć duże ryzyko, żeby nie narażać swoich nadziei na mistrzostwo, ale kiedy to jednak zrobił byłem gotowy wziąć jeszcze większe ryzyko, ponieważ dzisiaj dla mnie była to sprawa zwycięstwa albo niczego!

## Lista startowa
| Nr | Kierowca           | Zespół                      | Samochód             | Klasa |
| -- | ------------------ | --------------------------- | -------------------- | ----- |
| 1  | Yvan Muller        | Chevrolet                   | Chevrolet Cruze 1.6T | M     |
| 2  | Robert Huff        | Chevrolet                   | Chevrolet Cruze 1.6T | M     |
| 3  | Gabriele Tarquini  | Lukoil – SUNRED             | SEAT León 2.0 TDI    | M     |
| 4  | Aleksiej Dudukało  | Lukoil – SUNRED             | SEAT León 2.0 TDI    | MYJ   |
| 5  | Norbert Michelisz  | Zengő-Dension Team          | BMW 320 TC           | MY    |
| 7  | Fredy Barth        | SEAT Swiss Racing by SUNRED | SEAT León 2.0 TDI    | MYJ   |
| 8  | Alain Menu         | Chevrolet                   | Chevrolet Cruze 1.6T | M     |
| 9  | Darryl O’Young     | Bamboo Engineering          | Chevrolet Cruze 1.6T | MY    |
| 10 | Yukinori Taniguchi | Bamboo Engineering          | Chevrolet Cruze 1.6T | MY    |
| 11 | Kristian Poulsen   | Liqui Moly Team Engstler    | BMW 320 TC           | MY    |
| 12 | Franz Engstler     | Liqui Moly Team Engstler    | BMW 320 TC           | MY    |
| 15 | Tom Coronel        | ROAL Motorsport             | BMW 320 TC           | M     |
| 17 | Michel Nykjær      | SUNRED Engineering          | SEAT León 2.0 TDI    | MYJ   |
| 18 | Tiago Monteiro     | SUNRED Engineering          | SEAT León 2.0 TDI    | M     |
| 20 | Javier Villa       | Proteam Racing              | BMW 320 TC           | MY    |
| 21 | Fabio Fabiani      | Proteam Racing              | BMW 320si            | MYJ   |
| 25 | Mehdi Bennani      | Proteam Racing              | BMW 320 TC           | MY    |
| 30 | Robert Dahlgren    | Polestar Racing             | Volvo C30            | M     |
| 35 | Urs Sonderegger    | Wiechers-Sport              | BMW 320 TC           | MY    |
| 65 | Marchy Lee         | DeTeam KK Motorsport        | BMW 320 TC           | MY    |
| 74 | Pepe Oriola        | SUNRED Engineering          | SEAT León 2.0 TDI    | MYJ   |
| Nr | Kierowca           | Zespół                      | Samochód             | Klasa |

| Symbol | Klasa                                   |
| ------ | --------------------------------------- |
| M      | Producent (Manufacturers' Championship) |
| Y      | Niezależny (Yokohama Trophy)            |
| J      | Specyfikacja 2010 (Jay-Ten Trophy)      |

## Wyniki

### Sesje treningowe
| Sesja | Nr | Kierowca    | Zespół    | Samochód             | Czas     | Okr. |
| ----- | -- | ----------- | --------- | -------------------- | -------- | ---- |
| 1     | 2  | Robert Huff | Chevrolet | Chevrolet Cruze 1.6T | 1:38,531 | 10   |
| 2     | 1  | Yvan Muller | Chevrolet | Chevrolet Cruze 1.6T | 1:39,190 | 12   |

### Kwalifikacje
| Poz.    | Nr      |         | Kierowca           | Zespół                      | Samochód             | Q1        | Q2       | Poz. s. R1 | Poz. s. R2 |
| II etap | II etap | II etap | II etap            | II etap                     | II etap              | II etap   | II etap  | II etap    | II etap    |
| ------- | ------- | ------- | ------------------ | --------------------------- | -------------------- | --------- | -------- | ---------- | ---------- |
| 1       | 2       |         | Robert Huff        | Chevrolet                   | Chevrolet Cruze 1.6T | 1:39,373  | 1:38,458 | 1          | 2          |
| 2       | 8       |         | Alain Menu         | Chevrolet                   | Chevrolet Cruze 1.6T | 1:39,367  | 1:38,598 | 2          | 3          |
| 3       | 3       |         | Gabriele Tarquini  | Lukoil – SUNRED             | SEAT León 2.0 TDI    | 1:39,493  | 1:38,723 | 3          | 1          |
| 4       | 1       |         | Yvan Muller        | Chevrolet                   | Chevrolet Cruze 1.6T | 1:39,365  | 1:38,738 | 4          | 4          |
| 5       | 18      |         | Tiago Monteiro     | SUNRED Engineering          | SEAT León 2.0 TDI    | 1:38,952  | 1:38,907 | 5          | 6          |
| 6       | 11      | Y       | Kristian Poulsen   | Liqui Moly Team Engstler    | BMW 320 TC           | 1:39,293  | 1:39,398 | 6          | 5          |
| 7       | 5       | Y       | Norbert Michelisz  | Zengő-Dension Team          | BMW 320 TC           | 1:39,417  | 1:39,450 | 7          | 16         |
| 8       | 12      | Y       | Franz Engstler     | Liqui Moly Team Engstler    | BMW 320 TC           | 1:39,583  | 1:39,962 | 8          | 17         |
| 9       | 7       | Y       | Fredy Barth        | SEAT Swiss Racing by SUNRED | SEAT León 2.0 TDI    | 1:39,638  | 1:40,015 | 9          | [ 3 ]      |
| 10      | 25      | Y       | Mehdi Bennani      | Proteam Racing              | BMW 320 TC           | 1:39,328  | 1:40,438 | 10         | 15         |
| I etap  |         |         |                    |                             |                      |           |          |            |            |
| 11      | 15      |         | Tom Coronel        | ROAL Motorsport             | BMW 320 TC           | 1:39,680  | –        | 11         | 18         |
| 12      | 74      | Y       | Pepe Oriola        | SUNRED Engineering          | SEAT León 2.0 TDI    | 1:39,780  | –        | 12         | 7          |
| 13      | 30      |         | Robert Dahlgren    | Polestar Racing             | Volvo C30            | 1:39,807  | –        | 13         | 8          |
| 14      | 9       | Y       | Darryl O’Young     | Bamboo Engineering          | Chevrolet Cruze 1.6T | 1:39,931  | –        | 14         | 9          |
| 15      | 4       | Y       | Aleksiej Dudukało  | Lukoil – SUNRED             | SEAT León 2.0 TDI    | 1:40,110  | –        | 15         | 10         |
| 16      | 65      | Y       | Marchy Lee         | DeTeam KK Motorsport        | BMW 320 TC           | 1:40,406  | –        | 16         | 19         |
| 17      | 10      | Y       | Yukinori Taniguchi | Bamboo Engineering          | Chevrolet Cruze 1.6T | 1:41,712  | –        | 17         | 20         |
| 18      | 35      | Y       | Urs Sonderegger    | Wiechers-Sport              | BMW 320 TC           | 1:43,537  | –        | 18         | 11         |
| 19      | 21      | Y       | Fabio Fabiani      | Proteam Racing              | BMW 320si            | 1:44,820  | –        | 19         | 12         |
|         | 17      | Y       | Michel Nykjær      | SUNRED Engineering          | SEAT León 2.0 TDI    | 12:07,051 | –        | 20         | 13         |
|         | 20      | Y       | Javier Villa       | Proteam Racing              | BMW 320 TC           |           | –        | 21         | 14         |
| Poz.    | Nr      |         | Kierowca           | Zespół                      | Samochód             | Q1        | Q2       | Poz. s. R1 | Poz. s. R2 |

#### Warunki atmosferyczne[3]
| Temperatura toru      | 40 °C    |
| Temperatura powietrza | 24/25 °C |
| Słońce                | tak      |
| Opady deszczu         | nie      |
| Sucho                 |          |

### Wyścig 1
| Poz.              | +/- | Nr |   | Kierowca           | Zespół                      | Samochód             | Okr. | Czas/Strata | Pkt. | Komentarz            |
| ----------------- | --- | -- | - | ------------------ | --------------------------- | -------------------- | ---- | ----------- | ---- | -------------------- |
| 1                 |     | 2  |   | Robert Huff        | Chevrolet                   | Chevrolet Cruze 1.6T | 15   | 29:18,807   | 25   |                      |
| 2                 |     | 8  |   | Alain Menu         | Chevrolet                   | Chevrolet Cruze 1.6T | 15   | +1,244      | 18   |                      |
| 3                 | 1   | 1  |   | Yvan Muller        | Chevrolet                   | Chevrolet Cruze 1.6T | 15   | +1,740      | 15   |                      |
| 4                 | 1   | 3  |   | Gabriele Tarquini  | Lukoil – SUNRED             | SEAT León 2.0 TDI    | 15   | +3,790      | 12   |                      |
| 5                 |     | 18 |   | Tiago Monteiro     | SUNRED Engineering          | SEAT León 2.0 TDI    | 15   | +5,102      | 10   |                      |
| 6                 |     | 11 | Y | Kristian Poulsen   | Liqui Moly Team Engstler    | BMW 320 TC           | 15   | +8,987      | 8    |                      |
| 7                 |     | 5  | Y | Norbert Michelisz  | Zengő-Dension Team          | BMW 320 TC           | 15   | +10,878     | 6    |                      |
| 8                 | 12  | 17 | Y | Michel Nykjær      | SUNRED Engineering          | SEAT León 2.0 TDI    | 15   | +12,032     | 4    |                      |
| 9                 | 12  | 20 | Y | Javier Villa       | Proteam Racing              | BMW 320 TC           | 15   | +12,845     | 2    |                      |
| 10                | 4   | 9  | Y | Darryl O’Young     | Bamboo Engineering          | Chevrolet Cruze 1.6T | 15   | +12,901     | 1    |                      |
| 11                | 1   | 74 | Y | Pepe Oriola        | SUNRED Engineering          | SEAT León 2.0 TDI    | 15   | +14,656     |      |                      |
| 12                | 3   | 4  | Y | Aleksiej Dudukało  | Lukoil – SUNRED             | SEAT León 2.0 TDI    | 15   | +17,538     |      |                      |
| 13                |     | 30 |   | Robert Dahlgren    | Polestar Racing             | Volvo C30            | 15   | +18,687     |      |                      |
| 14                | 3   | 10 | Y | Yukinori Taniguchi | Bamboo Engineering          | Chevrolet Cruze 1.6T | 15   | +25,864     |      |                      |
| 15                | 3   | 35 | Y | Urs Sonderegger    | Wiechers-Sport              | BMW 320 TC           | 15   | +42,236     |      |                      |
| 16                | 3   | 21 | Y | Fabio Fabiani      | Proteam Racing              | BMW 320si            | 15   | +1:07,741   |      |                      |
| Niesklasyfikowani |     |    |   |                    |                             |                      |      |             |      |                      |
|                   |     | 7  | Y | Fredy Barth        | SEAT Swiss Racing by SUNRED | SEAT León 2.0 TDI    | 2    |             |      | kolizja z Bennanim   |
|                   |     | 15 |   | Tom Coronel        | ROAL Motorsport             | BMW 320 TC           | 2    |             |      | kolizja z Engstlerem |
|                   |     | 25 | Y | Mehdi Bennani      | Proteam Racing              | BMW 320 TC           | 2    |             |      | kolizja z Barthem    |
|                   |     | 12 | Y | Franz Engstler     | Liqui Moly Team Engstler    | BMW 320 TC           | 2    |             |      | kolizja z Coronelem  |
|                   |     | 65 | Y | Marchy Lee         | DeTeam KK Motorsport        | BMW 320 TC           | 2    |             |      | kolizja z Taniguchim |
| Poz.              | +/- | Nr |   | Kierowca           | Zespół                      | Samochód             | Okr. | Czas/Strata | Pkt. | Komentarz            |

#### Najszybsze okrążenie
| Nr | Kierowca    | Zespół    | Samochód             | Czas     | Okr. |
| -- | ----------- | --------- | -------------------- | -------- | ---- |
| 2  | Robert Huff | Chevrolet | Chevrolet Cruze 1.6T | 1:39,517 | 2    |

#### Warunki atmosferyczne[3]
| Temperatura toru      | 38 °C |
| Temperatura powietrza | 25 °C |
| Słońce                | tak   |
| Opady deszczu         | nie   |
| Sucho                 |       |

### Wyścig 2
| Poz.              | +/- | Nr |   | Kierowca           | Zespół                      | Samochód             | Okr. | Czas/Strata | Pkt. | Komentarz                         |
| ----------------- | --- | -- | - | ------------------ | --------------------------- | -------------------- | ---- | ----------- | ---- | --------------------------------- |
| 1                 |     | 3  |   | Gabriele Tarquini  | Lukoil – SUNRED             | SEAT León 2.0 TDI    | 13   | 22:07,752   | 25   |                                   |
| 2                 | 1   | 8  |   | Alain Menu         | Chevrolet                   | Chevrolet Cruze 1.6T | 13   | +0,448      | 18   |                                   |
| 3                 | 3   | 18 |   | Tiago Monteiro     | SUNRED Engineering          | SEAT León 2.0 TDI    | 13   | +0,886      | 15   |                                   |
| 4                 | 5   | 9  | Y | Darryl O’Young     | Bamboo Engineering          | Chevrolet Cruze 1.6T | 13   | +1,614      | 12   |                                   |
| 5                 | 8   | 17 | Y | Michel Nykjær      | SUNRED Engineering          | SEAT León 2.0 TDI    | 13   | +5,702      | 10   |                                   |
| 6                 | 4   | 2  |   | Robert Huff        | Chevrolet                   | Chevrolet Cruze 1.6T | 13   | +5,901      | 8    |                                   |
| 7                 | 1   | 30 |   | Robert Dahlgren    | Polestar Racing             | Volvo C30            | 13   | +12,352     | 6    |                                   |
| 8                 | 8   | 5  | Y | Norbert Michelisz  | Zengő-Dension Team          | BMW 320 TC           | 13   | +16,721     | 4    | wystartował z boksów              |
| 9                 | 1   | 4  | Y | Aleksiej Dudukało  | Lukoil – SUNRED             | SEAT León 2.0 TDI    | 13   | +20,141     | 2    |                                   |
| 10                | 4   | 20 | Y | Javier Villa       | Proteam Racing              | BMW 320 TC           | 13   | +28,827     | 1    |                                   |
| 11                | 4   | 25 | Y | Mehdi Bennani      | Proteam Racing              | BMW 320 TC           | 13   | +42,066     |      | wystartował z boksów              |
| 12                | 5   | 12 | Y | Franz Engstler     | Liqui Moly Team Engstler    | BMW 320 TC           | 13   | +48,235     |      | wystartował z boksów              |
| 13                | 1   | 21 | Y | Fabio Fabiani      | Proteam Racing              | BMW 320si            | 12   | +1 okr.     |      |                                   |
| 14                | 7   | 74 | Y | Pepe Oriola        | SUNRED Engineering          | SEAT León 2.0 TDI    | 11   | +2 okr.     |      |                                   |
| 15                | 4   | 35 | Y | Urs Sonderegger    | Wiechers-Sport              | BMW 320 TC           | 9    | +4 okr.     |      | wypadł z toru                     |
| Niesklasyfikowani |     |    |   |                    |                             |                      |      |             |      |                                   |
|                   |     | 1  |   | Yvan Muller        | Chevrolet                   | Chevrolet Cruze 1.6T | 7    |             |      | chłodzenie oleju                  |
|                   |     | 11 | Y | Kristian Poulsen   | Liqui Moly Team Engstler    | BMW 320 TC           | 0    |             |      | kolizja z barierą                 |
| Zdyskwalifikowani |     |    |   |                    |                             |                      |      |             |      |                                   |
|                   |     | 10 | Y | Yukinori Taniguchi | Bamboo Engineering          | Chevrolet Cruze 1.6T | 12   |             |      | [ 3 ]                             |
| Nie wystartowali  |     |    |   |                    |                             |                      |      |             |      |                                   |
|                   |     | 7  | Y | Fredy Barth        | SEAT Swiss Racing by SUNRED | SEAT León 2.0 TDI    | –    |             |      | uszkodzenia z kolizji w wyścigu 1 |
|                   |     | 15 |   | Tom Coronel        | ROAL Motorsport             | BMW 320 TC           | –    |             |      | uszkodzenia z kolizji w wyścigu 1 |
|                   |     | 65 | Y | Marchy Lee         | DeTeam KK Motorsport        | BMW 320 TC           | –    |             |      | uszkodzenia z kolizji w wyścigu 1 |
| Poz.              | +/- | Nr |   | Kierowca           | Zespół                      | Samochód             | Okr. | Czas/Strata | Pkt. | Komentarz                         |

#### Najszybsze okrążenie
| Nr | Kierowca     | Zespół         | Samochód   | Czas     | Okr. |
| -- | ------------ | -------------- | ---------- | -------- | ---- |
| 20 | Javier Villa | Proteam Racing | BMW 320 TC | 1:40,063 | 3    |

#### Warunki atmosferyczne[3]
| Temperatura toru      | 39 °C |
| Temperatura powietrza | 26 °C |
| Słońce                | tak   |
| Opady deszczu         | nie   |
| Sucho                 |       |

## Klasyfikacja po rundzie

### Kierowcy
| Poz. | +/- | Kierowca            | Starty | Punkty | P1 | P2 | P3 | PP | NO | NS | DK | NW |
| ---- | --- | ------------------- | ------ | ------ | -- | -- | -- | -- | -- | -- | -- | -- |
| 1    |     | Robert Huff         | 4      | 70     | 2  | –  | –  | 2  | 3  | –  | –  | –  |
| 2    |     | Alain Menu          | 4      | 69     | 1  | 2  | –  | 1  | –  | –  | –  | –  |
| 3    | 3   | Gabriele Tarquini   | 4      | 51     | 1  | –  | –  | 1  | –  | –  | –  | –  |
| 4    | 1   | Yvan Muller         | 4      | 48     | –  | 1  | 2  | –  | –  | 1  | –  | –  |
| 5    | 3   | Tiago Monteiro      | 4      | 31     | –  | –  | 1  | –  | –  | –  | –  | –  |
| 6    | 2   | Tom Coronel         | 3      | 30     | –  | 1  | –  | –  | –  | 1  | –  | 1  |
| 7    | 2   | Carlos "Cacá" Bueno | 2      | 25     | –  | –  | 1  | –  | –  | –  | –  | –  |
| 8    | 1   | Kristian Poulsen    | 4      | 18     | –  | –  | –  | –  | –  | 1  | –  | –  |
| 9    | 1   | Michel Nykjær       | 4      | 18     | –  | –  | –  | –  | –  | 1  | –  | –  |
| 10   | 4   | Darryl O’Young      | 4      | 13     | –  | –  | –  | –  | –  | 1  | –  | –  |
| 11   |     | Norbert Michelisz   | 2      | 10     | –  | –  | –  | –  | –  | –  | –  | –  |
| 12   | 3   | Javier Villa        | 4      | 7      | –  | –  | –  | –  | 1  | –  | –  | –  |
| 13   | 2   | Robert Dahlgren     | 4      | 6      | –  | –  | –  | –  | –  | –  | –  | –  |
| 14   | 3   | Franz Engstler      | 4      | 4      | –  | –  | –  | –  | –  | 1  | –  | –  |
| 15   | 1   | Aleksiej Dudukało   | 4      | 2      | –  | –  | –  | –  | –  | –  | –  | –  |
| 16   | 4   | Pepe Oriola         | 4      | 1      | –  | –  | –  | –  | –  | –  | –  | –  |
| 17   | 4   | Mehdi Bennani       | 3      | 1      | –  | –  | –  | –  | –  | 1  | –  | 1  |
| 18   | 2   | Fabio Fabiani       | 4      | 0      | –  | –  | –  | –  | –  | 1  | –  | –  |
| 19   | 2   | Yukinori Taniguchi  | 4      | 0      | –  | –  | –  | –  | –  | –  | 1  | –  |
| 20   |     | Urs Sonderegger     | 2      | 0      | –  | –  | –  | –  | –  | –  | –  | –  |
| 21   | 2   | Fredy Barth         | 3      | 0      | –  | –  | –  | –  | –  | 2  | –  | 1  |
| 22   | 2   | Marchy Lee          | 3      | 0      | –  | –  | –  | –  | –  | 1  | –  | 1  |
| Poz. | +/- | Kierowca            | Starty | Punkty | P1 | P2 | P3 | PP | NO | NS | DK | NW |

### Producenci
| Poz. | +/- | Producent                      | Starty | Punkty | P1 | P2 | P3 | PP | NO | NS | DK | NW |
| ---- | --- | ------------------------------ | ------ | ------ | -- | -- | -- | -- | -- | -- | -- | -- |
| 1    |     | Chevrolet                      | 4      | 156    | 3  | 3  | 3  | 3  | 3  | 2  | 1  | –  |
| 2    | 1   | SR Customer Racing             | 4      | 107    | 1  | –  | 1  | 1  | –  | 3  | –  | 1  |
| 3    | 1   | BMW Customer Racing Teams      | 4      | 85     | –  | 1  | –  | –  | 1  | 6  | –  | 3  |
| 4    |     | Volvo Polestar Evaluation Team | 4      | 28     | –  | –  | –  | –  | –  | –  | –  | –  |
| Poz. | +/- | Producent                      | Starty | Punkty | P1 | P2 | P3 | PP | NO | NS | DK | NW |